# Аварская кухня
Аварская кухня (авар. Аваразул квенал) — национальная, старинная кухня аварцев, одна из самобытных кухонь северного Дагестана. Основу питания у аварцев составляет хинкал.
Традиционное питание аварцев основывалось на продуктах земледелия - мука, зерно и крупы (пшеничная, ячменная, ржаная, кукурузная) и животноводства (мясо, молоко, масло, сыр, творог). Широко использовались бобовые (горох, фасоль, чечевица, бобы), чеснок, лук, тыква, морковь, в горных долинах различные фрукты, овощи, виноград, а также съедобные дикорастущие травы (крапива, лебеда, 
щавель, конский щавель, чабрец, мята и др.). С конца XIX в. в быт 
входят картофель, капуста, помидоры.
Основными продуктами в пищевом рационе аварцев во всех зонах были мучные изделия. Преобладание того или иного вида муки зависело от природных условий: в высокогорье больше сеяли ячмень и рожь, в среднегорье — пшеницу и голозерный ячмень, в горных долинах и предгорье — кукурузу. И часто встречаемое представление о 
том, что основной пищей аварцев было мясо, не соответствует действительности даже для высокогорных районов. Здесь продукты животноводства обменивали на недостающее зерно.

## Особенности
Традиционно аварцы много едят мяса, обычно баранину и говядину. Из мяса варят наваристые супы (чурпа или шурва), готовят начинки для мучных блюд, жарят шашлык. Самыми известными являются чурпа чечевичная, чурпа из щавеля, панк-чурпа, чурпа обычная.
Визитной карточкой аварской кухни является сушёное мясо. В те времена, когда не было холодильников, сушение мяса позволяло на длительное время сохранять его питательные свойства. Овощи используется меньше, в основном лук и помидоры, ещё меньше картофель и баклажаны, вместе с тем огромное количество разнообразной зелени, чеснока, уксуса и других острых приправ.
Именно с аварской кулинарии пришли такие непривычные для европейцев сочетания, как: сыр с зеленью и чесноком, сушёная колбаса с молочными напитками. Характерны для данной кухни — лепёшки из пресного теста — чуду, с разнообразными начинками: зелень дикая, немного сдобренная сметаной или сырыми либо сваренными вкрутую яйцами, творогом (ботишалы). Жарятся такие лепёшки на сухой (без жира) сковороде, а маслом смазываются уже приготовленные.

## Хинкалы
- Аварский хинкал (авар. хинкӀал) — самая распространённая повседневная еда в прошлом у аварцев. Его готовили несколько видов, отличающихся как по размеру, так и виду муки, но преобладающим и предпочтительным был хинкал из пшеничной муки.
- Цурахинкал (авар. цlурахинкlал) — наполненный хинкал (типа вареника или пельменя), для приготовления которого используются всевозможные начинки: мясной фарш, необезжиренный творог, обезжиренный творог с маслом и зеленью, молозиво, взбитые яйца с молоком, тыква, картофель, требуха, вареный и выдержанный в сывороточном уксусе ливер бараний или говяжий, крапива, щавель и др. съедобные травы и листья свеклы, чабрец, мята
- Чабанский хинкал

## Лепёшки
- Цурачед (авар. цlурачед) — лепёшка, начинённая творогом с яйцами, картофелем, мясным фаршем, творогом с зеленью, крапивой и др. травами.
- Ботишал (авар. ботlишал) или беркал (авар. беркlал)  — тоненькие нежные лепешки с творогом[2].

## Сладости
Наиболее популярны национальные сладости: бахух (халва), воздушная кукуруза, грецкие орехи с мёдом по-кыргызски (со смесью шоколада и орехового варенья). Завершается трапеза чаем и фруктами.